# Tom Attridge
Tom Attridge, ameriški vojaški pilot in preizkusni pilot. Attridge se je zapisal v zgodovino kot pilot, ki je sestrelil sam sebe.
Attridge je bil preizkusni pilot pri Grummanu, ko je 21. septembra 1954 preizkušal 20 mm topove na Grumman F-11 Tiger med letom.
Nesreča se je zgodila pri drugem testu. Letalo je imelo hitrost 1.0 Macha, ko je na 20.000' začel 20° spust in povečal hitrost; nato je na 13.000' izravnal letalo za štirisekundni rafal in nato spet začel spust. Toda strelska linija ni bila popolnoma vzporedna z Zemljo, tako da ko je prišel na višino 7,000', ga je zadel neznani objekt. Pokrov letalske kabine je bil zadet, a ni bil prebit. Takoj je zmanjšal hitrost in tako preprečil zlom letalske kabine ter se usmeril nazaj na letališče. Kmalu je začel izgubljati hitrost in moč motorjev, tako da je moral zasilno pristati eno miljo pred letališčem.
Preiskava razbitine je pokazala, da so letalo zadeli trije njegovi naboji: eden v kabinsko steklo, eden v nos letala in eden v vstopno šobo desnega motorja. Ta je tudi povzročil nesrečo, saj ga je pritisk posesal v motor, kjer je povzročil odpoved motorja in posledično strmoglavljenje letala.